# Tekoma
Tekoma (Tecoma Juss.) – rodzaj krzewów lub małych drzew należących do rodziny bignoniowatych. Rodzaj ten obejmuje 12 gatunków pochodzących z Ameryki Południowej i Środkowej. Gatunkiem typowym jest Tecoma stans (L.) Juss. ex Kunth.

## Systematyka
Synonimy
Kokoschkinia Turcz., Stenolobium D. Don, Tecomaria (Endl.) Spach
Pozycja systematyczna według APweb (aktualizowany system APG III z 2009)
Należy do plemienia Tecomeae, rodziny bignoniowatych (Bignoniaceae) Juss., która jest jednym z kladów w obrębie rzędu jasnotowców (Lamiales) Bromhead z grupy astrowych spośród roślin okrytonasiennych.
Pozycja w systemie Reveala (1993-1999)
Gromada okrytonasienne (Magnoliophyta Cronquist), podgromada Magnoliophytina Frohne & U. Jensen ex Reveal, klasa Rosopsida Batsch, podklasa jasnotowe (Lamiidae Takht. ex Reveal), nadrząd Lamaianae Takht., rząd jasnotowce (Lamiales Bromhead), rodzina bignoniowate (Bignoniaceae Juss.), plemię Tecomeae Endl., rodzaj Tecoma Juss..
Gatunki
- Tecoma arequipensis (Sprague) Sandwith
- Tecoma capensis (Thunb.) Lindl.
- Tecoma castanifolia (D. Don) Melch.
- Tecoma garrocha Hieron.
- Tecoma guarume DC.
- Tecoma hybr.
- Tecoma nyassae Oliv.
- Tecoma sambucifolia Kunth
- Tecoma ×smithii W. Watson
- Tecoma stans (L.) Juss. ex Kunth - tekoma prosta
- Tecomanthe dendrophila (Blume) K. Schum.
- Tecomanthe speciosa W. R. B. Oliv.

## Zastosowanie
W krajach o ciepłym klimacie niektóre gatunki są uprawiane jako rośliny ozdobne.